# Один фуанг (монета Сиама)
Один фуанг — устаревшая монета в Сиаме, равная 1⁄8 сиамского тикаля.

## История

### Ранние монеты-слитки
Одним из первых выпусков монет номиналом один фуанг являются монеты из серебра, отчеканенные в 1782 году. В 1851 году были отчеканены монеты меньшей массы. Данных о других монетах-слитках этого номинала нет.

### Монеты европейского типа
В 1869 году были отчеканены монеты европейского типа из серебра. В 1876—1900 годах чеканились серебряные монеты абсолютно другого дизайна с портретом Рамы V.
21 августа 1898 года в Сиаме была введена десятичная денежная система: 1 тикаль = 100 сатангов. Несмотря на это, монеты прошлых типов продолжали чеканиться ещё некоторое время.
В 1902—1908 годах чеканились серебряные монеты аналогичного дизайна, но с указанием года.

## Характеристики монет
| Изображение | Диаметр  | Толщина | Масса  | Материал | Аверс                                           | Реверс                                                           | Годы чеканки |
| ----------- | -------- | ------- | ------ | -------- | ----------------------------------------------- | ---------------------------------------------------------------- | ------------ |
|             | 8 мм     |         | 1,8 г  | серебро  | Обозначение монетного двора и правящей династии | —                                                                | 1782         |
|             |          |         | 1,6 г  | серебро  | Обозначение монетного двора и правящей династии | —                                                                | 1851         |
|             | 15,3 мм  | 1,3 мм  | 1,89 г | серебро  | Печать Рамы IV                                  | Слон внутри эмблемы династии Чакри, звезда, обозначающая номинал | 1869         |
|             | 15,67 мм |         | 1,89 г | серебро  | Портрет Рамы V, его полное имя и титул          | Королевский герб, указание страны и номинала                     | 1876—1900    |
|             | 16 мм    |         | 1,89 г | серебро  | Портрет Рамы V, его полное имя и титул          | Королевский герб, указание страны, номинала и года чеканки       | 1902—1908    |

## Тиражи монет
| Год       | Монет отчеканено | Примечания                         |
| Тип 1     | Тип 1            | Тип 1                              |
| --------- | ---------------- | ---------------------------------- |
| 1782      | ?                |                                    |
| Тип 2     |                  |                                    |
| 1851      | ?                |                                    |
| Тип 3     |                  |                                    |
| 1869      | ?                |                                    |
| Тип 4     |                  |                                    |
| 1876—1900 | ?                | Также чеканились в качестве proof. |
| Тип 5     |                  |                                    |
| 1902      | 380 000          |                                    |
| 1903      | 460 000          |                                    |
| 1904      | 310 000          |                                    |
| 1905      | 410 000          |                                    |
| 1906      | ?                |                                    |
| 1907      | ?                |                                    |
| 1908      | 480 000          |                                    |